# Concaténation
Le terme concaténation (substantif féminin), du latin cum, « avec », et catena, « chaîne, liaison », désigne l'action de mettre bout à bout au moins deux chaînes de caractères.

## Langages formels
Formellement, dans le contexte théorique des langages formels : 
on se donne un ensemble fini Σ, et on note {\displaystyle \Sigma ^{\star }\doteq List\Sigma } l'ensemble des listes d'éléments de Σ ; la concaténation est alors la loi de composition interne sur {\displaystyle \Sigma ^{\star }} qui aux listes {\displaystyle (a_{1},a_{2},\ldots ,a_{m})} et {\displaystyle (b_{1},b_{2},\ldots ,b_{n})}, où m et n sont des entiers naturels, associe la liste {\displaystyle (a_{1},a_{2},\ldots ,a_{m},b_{1},b_{2},\ldots ,b_{n})}.
Cette opération est associative et a un élément neutre qui est la séquence vide, donc elle dote {\displaystyle \Sigma ^{\star }} d'une structure algébrique de monoïde. De plus, ce monoïde, ainsi que tous les monoïdes isomorphes à celui-ci est qualifié de libre, puisqu'un élément de  {\displaystyle \Sigma ^{\star }}  ne possède qu'une unique décomposition sous forme de produits d'éléments de  Σ.
En généralisant, on introduira la terminologie suivante :
Si on se donne un monoïde libre, on appellera concaténation (notée souvent par un point {\displaystyle \cdot }, ou par rien) sa loi de composition interne, mot vide (noté ε) son élément neutre, mots ou chaînes de caractères ses éléments, alphabet (noté A ou Σ) son ensemble de générateurs libres, symboles, lettres ou caractères les éléments de l'alphabet. Dans cette terminologie, on appellera ce monoïde le langage des mots sur l'alphabet Σ (ou A ...), que l'on notera {\displaystyle \Sigma ^{\star }} (ou {\displaystyle A^{\star }}).

### Concaténation d'ensembles de mots
La concaténation est une opération sur les mots, mais peut être étendue aux langages (sous-ensembles du monoïde). Ainsi, si {\displaystyle L_{1},L_{2}\subseteq \Sigma ^{\star }} alors leur concaténation {\displaystyle L_{1}\cdot L_{2}} est l'ensemble {\displaystyle \{v\cdot w|(v,w)\in L_{1}\times L_{2}\}}, c'est-à-dire l'ensemble des mots qui sont la concaténation d'un mot de {\displaystyle L_{1}} et d'un mot de {\displaystyle L_{2}}.
Cette extension de la concaténation est l'une des trois opérations de base permettant de construire des langages rationnels, c'est-à-dire un des trois opérateurs de base que l'on peut rencontrer dans une expression rationnelle. Les deux autres opérations sont l'union ensembliste et l'étoile de Kleene.

### Programmation
En programmation, la concaténation de deux chaînes de caractères consiste à les mettre bout à bout. Le terme peut désigner:
- l'opération de concaténer ces chaînes,
- le résultat de cette opération.

Exemple :
La concaténation des chaînes "Hello" et " world !" donne "Hello world !".[réf. nécessaire]

### Unix
Sous un système Unix, il est possible de concaténer des :
1. Commandes avec « && » ou « ; ».[réf. nécessaire]
2. Fichiers avec « cat ».

## En littérature
En littérature, la concaténation consiste à répéter plusieurs anadiploses en chaîne selon le schéma : __A / A___B / B___C / C__.
Elle permet de créer un effet de raisonnement suivi et rigoureux, proche de l'épanadiplose.

### Exemples
« Comme le champ semé en verdure foisonne,

De verdure se hausse en tuyau verdissant,

Du tuyau se hérisse en épi florissant,

D’épi jaunit en grain, que le chaud assaisonne : »

— Joachim du Bellay, Les Antiquités de Rome, 30

« Sachez, Monsieur, que tant va la cruche à l’eau, qu’enfin elle se brise ; et comme dit fort bien cet auteur que je ne connais pas, l’homme est en ce monde ainsi que l’oiseau sur la branche ; la branche est attachée à l’arbre ; qui s’attache à l’arbre, suit de bons préceptes ; les bons préceptes valent mieux que les belles paroles ; les belles paroles se trouvent à la cour ; à la cour sont les courtisans ; les courtisans suivent la mode ; la mode vient de la fantaisie ; la fantaisie est une faculté de l’âme ; l’âme est ce qui nous donne la vie; la vie finit par la mort ; la mort nous fait penser au Ciel ; le ciel est au-dessus de la terre; la terre n’est point la mer ; la mer est sujette aux orages ; les orages tourmentent les vaisseaux ; les vaisseaux ont besoin d’un bon pilote ; un bon pilote a de la prudence ; la prudence n’est point dans les jeunes gens ; les jeunes gens doivent obéissance aux vieux ; les vieux aiment les richesses ; les richesses font les riches; les riches ne sont pas pauvres ; les pauvres ont de la nécessité ; nécessité n’a point de loi ; qui n’a point de loi vit en bête brute ; et, par conséquent, vous serez damné à tous les diables. »

— Molière, Dom Juan ou le Festin de pierre, tirade de Sganarelle à l'acte V, scène 2

### Définition

#### Définition linguistique
Au sens strict, la concaténation en linguistique désigne la mise en ordre des éléments discursifs (phonèmes ou mots en phrase). Le chaînage comme figure de style opère une transformation morpho-syntaxique de répétition à l'identique : la concaténation consiste à mettre bout à bout des arguments ou idées en faisant en sorte que l'idée finale d'une proposition se retrouve au début de la suivante, suivant le mécanisme de l'anadiplose. La concaténation appartient à la classe des répétitions et se fonde souvent sur une gradation.

#### Définition stylistique
L'effet visé est souvent comique, notamment au théâtre. La rhétorique l'utilise pour former des raisonnements rigoureux. Elle peut être combinée à d'autres figures de style en particulier la gradation, l'exagération ou l'hyperbole.

#### Genres concernés
La concaténation est une figure que l'on retrouve dans tous les genres littéraires, en particulier ceux où l'argumentation prédomine comme les discours ou sermons. Le genre épistolaire également en emploie les ressources :
« Dans le cœur des femmes, les plis deviennent promptement des blessures. Ces blessures saignent bientôt, le mal augmente, on souffre, la souffrance éveille des pensées, les pensées s'étalent […] » (Honoré de Balzac, Lettres[Laquelle ?])
Les genres fondés sur la description comme les récits (romans notamment) basent les progressions thématiques sur la concaténation majoritairement.
Les rébus et charades dites à tiroir fondent leurs spécificités sur des concaténations, visuelles ou écrites. Les chansons, particulièrement les chansons en laisse et les comptines sont également fondées sur des concaténations, comme le jeu du Marabout : « J'en ai marre / Marabout / Bout d'ficelle / Sell' de ch'val / Ch'val de course / Course à pied / Pied à terre / Terr' de feu / Feu follet / Lait de vache / Vach' de ferme / Ferm' ta gueule! »

#### Concaténation de mots
La concaténation de mots est une pratique discursive d'un certain nombre d'auteurs (Martin Heidegger) qui consiste à fabriquer une sorte de néologisme en regroupant trois ou quatre mots et en les séparant par des tirets.
- Exemples : être-au-monde, être-auprès-des-choses, être-là, être-dans-le-temps, être-vers-la-mort.

### Historique de la notion
À l'origine, il s'agit d'un procédé mnémotechnique qui consiste à enchaîner des constructions phrastiques ou des vers par la répétition d'un ou de plusieurs mots, très utilisé par les trouvères médiévaux. On la retrouve ensuite dans la rhétorique et l'argumentation, à la base des raisonnements développés comme les syllogismes (voir l'exemple de Molière).
Certains auteurs classent la concaténation dans les métataxes.

#### Figures proches
- Figure « mère » : anadiplose
- Figures « filles » :  aucune
- Synonymes : chaînage, enchaînement